# Rogojevac
Rogojevac (cyr. Рогојевац) – wieś w Serbii, w okręgu szumadijskim, w mieście Kragujevac. W 2011 roku liczyła 394 mieszkańców.